# Jabari Smith
Jabari Montsho Smith  (Atlanta, Georgia, 12 de febrero de 1977)  es un exjugador de baloncesto estadounidense que jugó cuatro temporadas en la NBA, además de otras temporadas en las ligas de España, Turquía, Irán, Puerto Rico y México. Con 2,11 metros de estatura su puesto en la cancha era el de pívot.

## Trayectoria
Smith jugó al baloncesto en el nivel universitario con los AMSC Trailblazers de la NJCAA durante dos temporadas y con los LSU Tigers de la NCAA en otras dos temporadas más.
Se presentó al Draft de la NBA de 2000, donde fue elegido en segunda ronda por los Sacramento Kings. Jugó su temporada como rookie con los californianos, y en la mitad de su temporada como sophomore fue transferido a los Philadelphia 76ers.
Sin continuidad en la NBA luego de que se frustrase su incorporación al Orlando Magic, migró a España en octubre de 2003, siendo contratado por el CB Granada de la Liga ACB para sustituir a M.C. Mazique. Sin embargo dejó al equipo en diciembre de ese año.
Smith tendría una nueva oportunidad en la NBA durante los siguientes años, jugando la temporada 2003-04 con los Sacramento Kings y la temporada 2004-05 con los New Jersey Nets. En total registró 115 presentaciones en la liga.
En enero de 2006 se sumó al Besiktas de Turquía para relevar a Chuck Kornegay, pero pronto dejó al equipo.
Tras una experiencia en la NBA Summer League de 2007 jugando para Los Angeles Lakers, partió hacia Irán donde jugó para el equipo de Pardis Mottahed Qazvin.
En 2009 actuó en el Baloncesto Superior Nacional de Puerto Rico con los Vaqueros de Bayamon y los Conquistadores de Guaynabo. Luego intentó fichar con el Al Jalaa de Siria, pero finalmente ello no se produjo. En su lugar Smith terminó jugando el tramo final de la temporada 2009-10 de la Liga Nacional de Baloncesto Profesional de México con los Pioneros de Quintana Roo.
Su última experiencia en el baloncesto competitivo fue con el Gem City Slam de la Universal Basketball Association, una liga menor estadounidense. 

## Estadísticas de su carrera en la NBA

### Temporada regular
| Año     | Equipo       | PJ  | PT | MPP  | %TC  | %3P  | %TL  | RPP | APP | ROB | TPP | PPP |
| ------- | ------------ | --- | -- | ---- | ---- | ---- | ---- | --- | --- | --- | --- | --- |
| 2000-01 | Sacramento   | 19  | 0  | 10.5 | .426 | —    | .667 | .9  | .7  | .4  | .0  | 2.9 |
| 2001-02 | Sacramento   | 12  | 0  | 5.9  | .286 | .000 | .500 | 1.2 | .5  | .2  | .3  | 1.5 |
| 2001-02 | Philadelphia | 11  | 0  | 10.0 | .476 | .000 | .750 | 1.3 | .5  | .4  | .2  | 5.0 |
| 2003-04 | Sacramento   | 31  | 0  | 5.4  | .371 | .000 | .600 | 1.0 | .4  | .1  | .2  | 2.1 |
| 2004-05 | New Jersey   | 45  | 2  | 14.4 | .419 | .500 | .745 | 2.5 | .8  | .6  | .3  | 3.7 |
| Total   | Total        | 108 | 2  | 9.8  | .413 | .125 | .690 | 1.6 | .6  | .3  | .2  | 3.0 |

## Vida personal
Es padre del también baloncestista Jabari Smith Jr., quien fuese elegido en la tercera posición del Draft de la NBA de 2022 por los Houston Rockets, y primo del también exbaloncestista Kwame Brown (quien fuera elegido n.º 1 del Draft de la NBA de 2001).